# Буганак (село)
Бугана́к (рос. Буганак, башк. Боғанаҡ) — село (колишнє селище) у складі Бєлорєцького району Башкортостану, Росія. Входить до складу Азікеєвської сільської ради.
Населення — 773 особи (2010; 859 в 2002).
Національний склад:
- росіяни — 46%
- башкири — 45%